# Jacques Jouanna
Jacques Jouanna (* 27. Mai 1935 in Nancy) ist ein französischer Gräzist und Medizinhistoriker.
Jouanna war seit 1973 Professeur für Gräzistik an der Universität Straßburg II und von 1981 bis 2004 an der Sorbonne. Seit 1987 ist er  Leiter der URA 1255 „Médecine grecque“ des CNRS und seit 1989 Professeur Classe exceptionnelle. Im Jahr 1997 wurde er in die Académie des Inscriptions et Belles-Lettres aufgenommen. Jouanna ist in der Collection des Universités de France (Association Guillaume Budé) zuständig für die textkritischen Ausgaben der Texte des Hippokrates und des Galen. Seit 1988 ist er Herausgeber der Revue des Études Grecques.
Hauptarbeitsgebiete von Jouanna sind die griechische Tragödie und die hippokratische Medizin.

## Veröffentlichungen (Auswahl)
Monographien
- Hippocrate. Pour une archéologie de l’école de Cnide. Paris, Les Belles Lettres, 1974 (thèse de doctorat). Deuxième édition augmentée d'un article (2004) et d'une Postface (2009). Paris, Les Belles Lettres 2009 (Collection d'éudes anciennes, 141). – Rez. von Cécile Nissen, in: Bryn Mawr Classical Review 2009.12.20.
- Hippocrate. Fayard, Paris 1992, 2. Aufl. 1995. – Rez. von Simon Byl, in: Revue d'histoire des sciences 47, 1994, S. 148–149, (online).
- Sophocle. Librairie Arthème Fayard, Paris 2007. – Rez. von Brigitte Le Guen, in: Bryn Mawr Classical Review 2008.10.22.

Kleine Schriften
- Médecine et tragédie en Grèce antique. Scripta minora 1961–2023. Édition établie par Antonio Ricciardetto. Introduction par Caroline Noirot et Antonio Ricciardetto. Les Belles Lettres, Paris 2024. – Rezension von Laurent Pernot, Bryn Mawr Classical Review 2025.01.46

Textausgaben
- Hippocrate. La nature de l’homme (édition, traduction et commentaires), Berlin 1975 (= Corpus Medicorum Graecorum. Band I 1,3).
- Hippocrate. Tome X, 2: Maladies II, (édition, traduction et commentaires), 1983
- Hippocrate. Tome V, 1: Des vents, de l’Art (édition, traduction et commentaires), 1985
- Hippocrate. Ancienne médecine, 1990
- Hippocrate. Tome II, 2: Airs, eaux, lieux (édition, traduction et commentaires), 1996

Herausgeberschaften
- mit Antonio Garzya (Hrsg.): Storia e ecdotica dei testi medici greci (Atti del IIe convegno internazionale, Parigi, 24–26 mai 1994). Neapel 1996.
- mit Antonio Garzya (Hrsg.): I testi medici greci. Tradizione e ecdotica – Les textes médicaux grecs. Tradition et ecdotique (Actes du IIIe colloque international de Naples, 15–17 octobre 1997). Neapel 1999.